# ロバート・アームストロング (俳優)
ロバート・アームストロング（Robert Armstrong、1890年11月20日 - 1973年4月20日）は、アメリカ合衆国の俳優。『キング・コング』のカール・デナム役で知られており、作中で最後に発した「It wasn't the airplanes. It was beauty killed the beast（飛行機ではない。美女が野獣を殺したのだ）」も映画史に残る台詞として知られている。

## 生涯

### 生い立ち
ミシガン州サギノー出身で幼少期をベイシティで過ごし、1902年に一家はワシントン州シアトルに移住した。成長後はワシントン大学で法律を学び、デルタ・タウ・デルタ国際友愛会に入会した。大学4回生の時に学内演劇用の脚本を執筆して初めて演技の世界に触れたが、その後大学を中退した。

### 俳優
大学中退後はニューヨークに移住し、脚本家・プロデューサーとして活動する叔父ポール・アームストロングのもとで舞台俳優として働くようになった。第一次世界大戦中はアメリカ陸軍に入隊し、終戦後にアメリカに帰国したアームストロングは叔父が死去したことを聞かされた。1926年にロンドンに渡り、1シーズン舞台に出演した。1927年にパテのサイレントドラマ映画『The Main Event』で映画デビューする。1927年から1964年までのキャリアの中で127本の映画に出演し、1920年代後半から1930年代前半までの時期が最も出演作が多く、1928年だけで8本の映画に出演している。1933年にはアームストロングのキャリアの中で最も著名な『キング・コング』に出演し、同年末には続編『コングの復讐』に引き続き出演した。『キング・コング』の共同監督メリアン・C・クーパーとアームストロングは容姿が似ていたため、クーパーは複数の監督作品でアームストロングを自分を投影した役柄に起用した。『キング・コング』は『猟奇島』と同時並行で撮影が行われ、同じジャングルのセットを使い、『キング・コング』の撮影を昼に、『猟奇島』の撮影を夜に行った。両作の主演はアームストロングとフェイ・レイが務めている。1937年にグランド・ナショナル・フィルムズの『盗んだ結婚』に出演した。
1930年代から1940年代にかけては複数の映画会社の作品に出演した。1940年にはユニバーサル・スタジオが製作した『Enemy Agent』でヘレン・ヴィンソン、リチャード・クロムウェル、ジャック・ラ・ルーと共演した。1942年にはプロデューサーズ・リリーシング・コーポレーション製作の『Baby Face Morgan』で再びリチャード・クロムウェルと共演した。1949年には『キング・コング』の共同監督アーネスト・B・シュードサックが製作した『猿人ジョー・ヤング』でカール・デナムを彷彿とさせる役柄のマックス・オハラ役を演じた。1950年代に入ると西部劇テレビシリーズ『State Trooper』にアンディ・アンダーソン保安官役で出演し、1960年代には『Perry Mason』に出演した。

### 死去
1973年4月20日に癌のためサンタモニカで死去した。アームストロングの死から16時間後には、メリアン・C・クーパーも死去している。